# Réacteur S2C

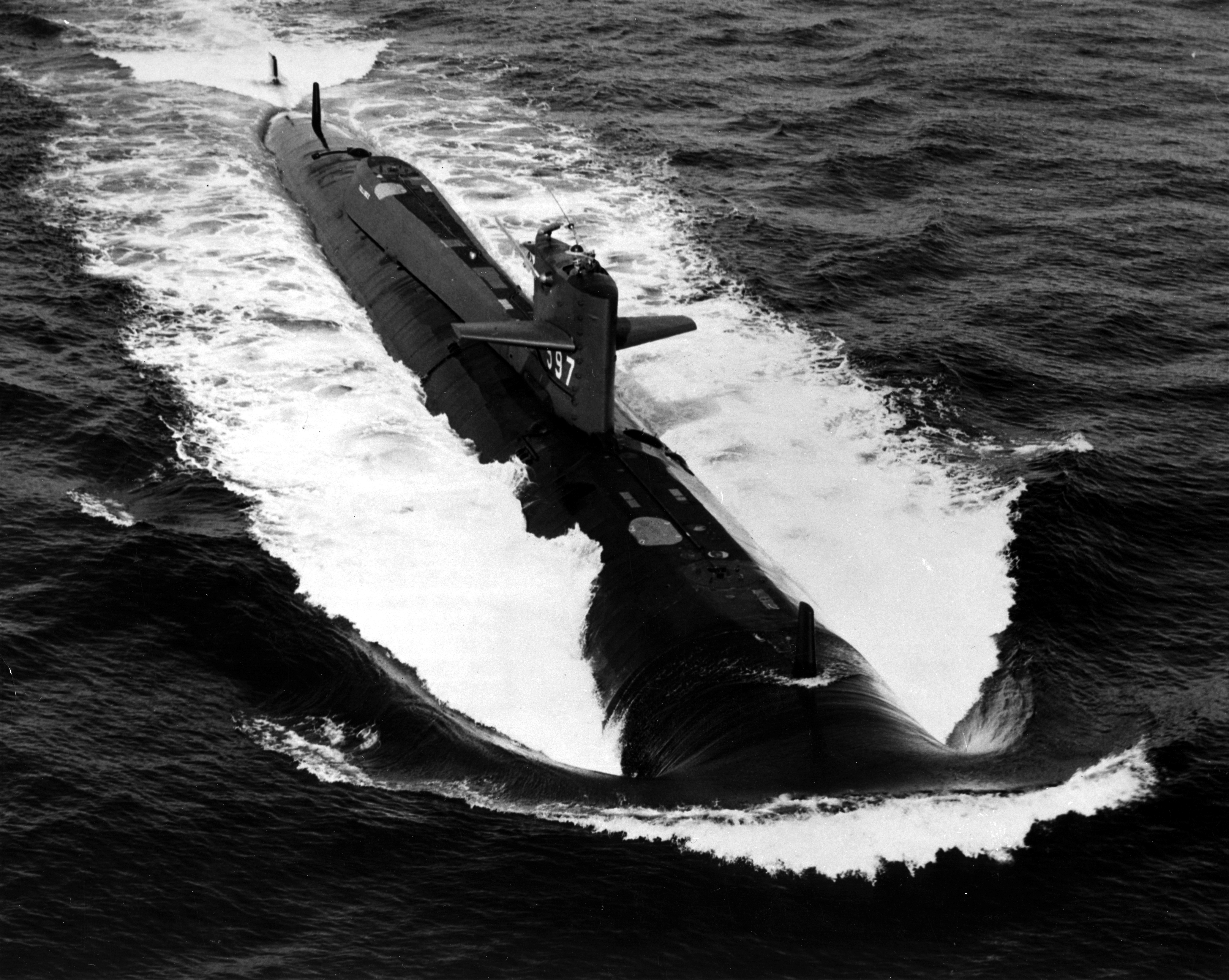
Le Tullibee en mer à une date et localisation inconnues.

Le S2C Reactor est un réacteur nucléaire conçu par Combustion Engineering et utilisé par l’United States Navy pour fournir de l’électricité ainsi que la propulsion sur le sous-marin nucléaire USS Tullibee (SSN-597).
L’acronyme S2C signifie :
- S = sous-marin (Submarine)
- 2 = numéro de la génération pour le fabricant
- C = Combustion Engineering pour le nom du fabricant

Le réacteur S2C est l'équivalent embarqué du prototype S1C et développe une puissance de 2 500 SHP, soit un peu plus de 1 MW.